# Christoph Dartmann

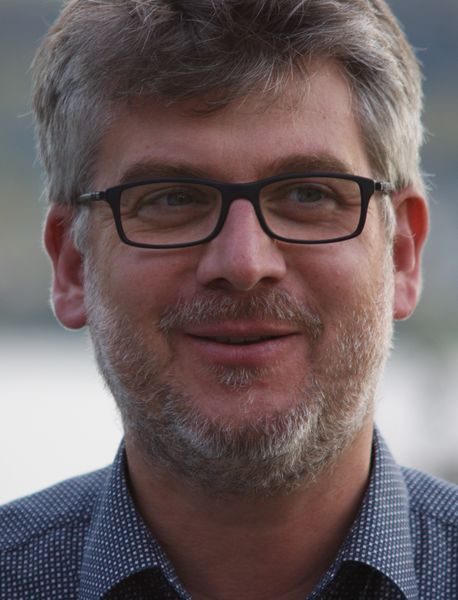
Christoph Dartmann, aufgenommen im Jahr 2017 von Werner Maleczek.

Christoph Dartmann (* 1969 in Hiltrup) ist ein deutscher Historiker. Er lehrt seit 2015 an der Universität Hamburg als Professor für Mittelalterliche Geschichte unter besonderer Berücksichtigung des Hoch- und Spätmittelalters im Mittelmeerraum.

## Leben und Wirken
Christoph Dartmann studierte von 1990 bis 1997 Geschichte und Katholische Theologie an der Universität Münster und der Università degli Studi di Bologna. Im Jahr 1997 legte er das Staatsexamen ab. Ein Jahr später wurde er in Münster bei Hagen Keller mit einer Arbeit über die Wunderberichte in der Historia Mediolanensis und der Arialdsvita promoviert. Dartmann war an der Universität Münster von 1998 bis 1999 wissenschaftlicher Mitarbeiter im Sonderforschungsbereich 231 „Träger, Felder, Formen pragmatischer Schriftlichkeit“ und von 2000 bis 2008 im Sonderforschungsbereich 496 „Symbolische Kommunikation und gesellschaftliche Wertesysteme vom Mittelalter bis zur Französischen Revolution“. Von 2008 bis 2011 hatte er eine Juniorprofessur für Mittelalterliche Geschichte unter besonderer Berücksichtigung des Früh- und Hochmittelalters am Historischen Seminar der Universität Münster inne. Von Oktober 2008 bis September 2015 war er Leiter des Teilprojekts „Die Implementierung geschriebener Normen im Frühmittelalter im Spannungsfeld von Religion und Politik“ des Exzellenzclusters „Religion und Politik“. Seine Habilitation erfolgte 2010 ebenfalls an der Universität Münster über die politische Interaktion in der italienischen Stadtkommune vom 11. bis ins 14. Jahrhundert. Dartmann übernahm danach Lehrstuhlvertretungen an der Universität Rostock (2011–2012), der Universität Vechta (2012–2013), der Universität Trier (2013–2014) und an der Universität Hamburg (seit 2014). Zum Oktober 2015 nahm er einen Ruf an die Universität Hamburg auf eine W2-Professur für Mittelalterliche Geschichte an. Er ist einer der Herausgeber der Reihe Geschichte der christlichen Orden.
Seine Arbeitsschwerpunkte sind die Politik-, Sozial- und Kulturgeschichte des Mittelmeerraums im Hoch- und Spätmittelalter, das benediktinische Mönchtum im Mittelalter, die Geschichte der Schriftlichkeit, die Geschichte politischer Kommunikation und mittelalterlicher Konfliktkulturen sowie die Geschichte Italiens im Hoch- und Spätmittelalter. In seiner 2009 veröffentlichten Habilitation legte Dartmann den Schwerpunkt auf die Anfänge der Mailänder Kommune (1050–1140), der konsularischen Kommune Genuas im 12. Jahrhundert und der städtischen Kommune Florenz um 1300. Nach Dartmann wurden politische Verhältnisse durch öffentliche Interaktionen „nicht nur dargestellt“, sondern „hergestellt“. Dartmann beobachtete bei der Entwicklung eines politischen Regelwerkes eine „ungewöhnliche Offenheit innerstädtischer Kommunikation“ in der frühen Kommune während der ersten Jahrzehnte des 12. Jahrhunderts.
Gemeinsam mit Günther Wassilowsky und Thomas Weller gab Dartmann 2010 einen Sammelband über Technik und Symbolik vormoderner Wahlverfahren heraus. Der Sammelband basiert auf ein 2007 abgehaltenes Kolloquium über vormoderne Wahlverfahren im Rahmen des Münsteraner Sonderforschungsbereiches „Symbolische Kommunikation und gesellschaftliche Wertesysteme vom Mittelalter bis zur Französischen Revolution“. Im Jahr 2011 gaben Dartmann, Thomas Scharff und Christoph Friedrich Weber einen Sammelband heraus. Die Beiträge gehen auf eine im Mai 2007 in Münster abgehaltene Tagung zurück, die sich mit der mittelalterlichen Schriftlichkeit auseinandersetzt. Die Tagung wurde zu Ehren des 70. Geburtstags von Hagen Keller abgehalten. Dartmann veröffentlichte 2018 eine Einführung in das benediktinische Mönchtum von der Abfassung der Benediktsregel im 6. Jahrhundert bis zur Reformation.

## Schriften
Monografien
- Die Benediktiner. Von den Anfängen bis zum Ende des Mittelalters. Kohlhammer, Stuttgart 2018, ISBN 3-17-021419-5.
- Politische Interaktion in der italienischen Stadtkommune (11.–14. Jahrhundert) (= Mittelalter Forschungen. Bd. 36.). Thorbecke, Ostfildern 2012, ISBN 978-3-7995-4288-3 (Vollständig zugleich: Münster, Universität, Habilitations-Schrift, 2009) (online).
- Wunder als Argumente. Die Wunderberichte in der Historia Mediolanensis des sogenannten Landulf Senior und in der Vita Arialdi des Andrea von Strumi (= Gesellschaft, Kultur und Schrift. Bd. 10). Lang, Frankfurt am Main u. a. 2000, ISBN 3-631-37126-8 (Zugleich: Münster (Westfalen), Universität, Dissertation, 1998.)

Herausgeberschaften
- mit Christian Jörg: Der „Zug über Berge“ während des Mittelalters. Neue Perspektiven der Erforschung mittelalterlicher Romzüge (= Trierer Beiträge zu den historischen Kulturwissenschaften. Bd. 15). Reichert, Wiesbaden 2014, ISBN 978-3-95490-020-6.
- mit Thomas Scharff, Christoph Friedrich Weber (Hrsg.): Zwischen Pragmatik und Performanz. Dimensionen mittelalterlicher Schriftkultur (= Utrecht Studies in Medieval Literacy. Bd. 18). Brepols, Turnhout 2011, ISBN 978-2-503-54137-2.
- mit Günther Wassilowsky und Thomas Weller: Technik und Symbolik vormoderner Wahlverfahren (= Historische Zeitschrift. Beihefte. Neue Folge. Bd. 52). Oldenbourg, München 2010, ISBN 978-3-486-59654-0.
- mit Marian Füssel, Stefanie Rüther: Raum und Konflikt. Zur symbolischen Konstituierung gesellschaftlicher Ordnung in Mittelalter und Früher Neuzeit (= Symbolische Kommunikation und gesellschaftliche Wertesysteme. Schriftenreihe des Sonderforschungsbereichs 496. Bd. 5). Rhema, Münster 2004, ISBN 3-930454-47-5.